# Uspénskoye (Krasnodar)
Uspénskoye (del ruso: Успенское) es un seló, centro administrativo del raión de Uspénskoye del krai de Krasnodar, en el sur de Rusia. Está situado en la orilla izquierda del río Kubán, 190 km al este de Krasnodar, la capital del krai. Tenía 12 409 habitantes en 2010.
Es cabeza del municipio Uspénskoye, al que pertenecen asimismo Beletski, Lok, Michurinski, Podkovski, Ukrainski y Uspenski.

## Historia
La localidad fue fundada en 1864 por 17 familias procedentes de Pogorievka, en la gubernia de Yekaterinoslav. El 21 de octubre de 1867 era registrada como localidad, que fue nombrada Uspénskoye en homenaje de la festividad de la Asunción de la Madre de Dios. El 2 de junio de 1924 la población fue designada centro de raión. Entre 1928 y 1934, el raión fue disuelto y su territorio unido al ókrug de Armavir. Los koljoses que se crearon en este periodo en el contexto de la colectivización de la tierra en la Unión Soviética, se agruparon en dos. Desde principios de la década de 1960 a 1975 el raión formó parte del raión de Novokubansk.

## Demografía
| 2002   | 2010   |
| ------ | ------ |
| 11 692 | 12 409 |

### Composición étnica
De los 11 692 habitantes que tenía en 2002, el 86.8 % era de etnia rusa, el 5.1 % era de etnia armenia, el 2.6 % era de etnia adigué, el 2.1 % era de etnia ucraniana, el 0.7 % era de etnia bielorrusa, el 0.5 % era de etnia alemana, el 0.3 % era de etnia tártara, el 0.2 % era de etnia georgiana, el 0.2 % era de etnia griega, el 0.2 % era de etnia gitana y el 0.1 % era de etnia turca

## Economía y transporte
Las principales empresas de la localidad son las azucareras ZAO Uspenski sajarnik, la OOO Agrofirma Agrosajar, una fábrica de ladrillos, una panificadora y algunas empresas de transporte. En la localidad se halla la empresa energética Uspenskayaraigaz
Cuenta con una estación en el ferrocarril del Cáucaso Norte. Al sur de la localidad pasa la carretera federal M29 Pávlovskaya-frontera azerí.